# Saison 1962-1963 du Boucau stade
 (août 2011).
Cette page présente la saison 1962-1963 du Boucau Tarnos stade en Championnat de France de rugby à XV de 2e division

## Récit de la saison
Pour la saison 1962-1963, le Boucau stade évolue en deuxième division dans une poule régionale avec 3 derbys (Saint-Jean-de-Luz, Soustons et Hendaye). Le BS se maintient à ce niveau mais ne participe pas aux phases finales.

## La saison
En Fédérale (2e division), le club boucalais est versé dans la poule régionale de Langon, La Teste, Gujan-Mestras, Saint-Jean-de-Luz, Hendaye, Soustons & Mimizan..
Les noirs vont connaître beaucoup de difficultés dans cette saison. Perdant 3 fois à domicile (Hendaye, Mimizan & Langon) et ne gagnant aucun match à l’extérieur, le Boucau-Stade va échapper de peu à une descente en Excellence (3e division), et se maintenir de justesse à ce niveau.
| Adversaires       | Résultats Domicile | Résultats Extérieur |
| Mimizan           | Perdu 0 à 8        | match nul 3 à 3     |
| Hendaye           | Perdu 3 à 19       | Perdu 20 à 0        |
| Langon            | Perdu 5 à 8        | Perdu 9 à 0         |
| La Teste          | match nul 0 à 0    | Perdu 9 à 3         |
| Gujan-Mestras     | Gagné 8 à 0        | Perdu 9 à 6         |
| Soustons          | Gagné 8 à 0        | Perdu 16 à 3        |
| Saint-Jean-de-Luz | Gagné 5 à 0        | Perdu 16 à 5        |